# Katarski rijal
Katarski rijal, ISO 4217: QAR je službeno sredstvo plaćanja u Kataru.  Označava se simbolom  QR a dijeli se na 100 dirhama.
U optjecaju su kovanice od 1, 5, 10, 25, 50 dirhama, i novčanice od 1, 5, 10, 50, 100, 500 rijala.